# شارلوته دوس سانتوس
شارلوته دوس سانتوس (بالنرويجية البوكمول: Charlotte Dos Santos)‏ هي مغنية نرويجية، ولدت في 1990 في أوسلو في النرويج.

## وصلات خارجية
- شارلوته دوس سانتوس على موقع ميوزك برينز (الإنجليزية)
- شارلوته دوس سانتوس على موقع أول ميوزيك (الإنجليزية)
- شارلوته دوس سانتوس على موقع ديسكوغز (الإنجليزية)